# Therminéa
Therminéa, en grec ancien : Θερμινέα, est une ville de l'ancienne Étolie, près de la frontière de l'Acarnanie. Elle n'est connue que par un témoignage épigraphique mentionnant la nomination d'un theorodókos (el) de Therminéa, vers l'an 356/355 avant notre ère, qui accueillait les théores d'Epidaure.
Sa localisation exacte est inconnue, bien que par l'ordre qu'elle occupe dans la liste des Theorodókoi, après Hyporeiae et avant Phyléa (en) et Próschion (en). On considère qu'elle se trouve en Étolie plutôt qu'en Acarnanie.